# Lukas Fischer (Orgelbauer)
Lukas Fischer (* 7. Juli 1934 in Thusis, Kanton Graubünden) ist ein deutscher Orgelbauer.
Fischer machte seine Ausbildung bei den Orgelbauern Lotar Hintz, Saarbrücken, und Eberhard Friedrich Walcker in Ludwigsburg, Orgelbau Genf und Mathis Orgelbau. Nach seiner Meisterprüfung gründete er 1967 seine eigene Firma in Ruit, die er 1970 nach Rommerskirchen-Nettesheim verlegte. Nach 2002 wurde die Werkstatt von Werner Gibisch übernommen und unter eigenem Namen fortgeführt.

## Werke (Auswahl)
- 1969: Lutherische Kirche Genf (Genève), 2 Manuale, Pedal, 16 Register[3]
- 1988: Erkrath-Unterfeldhaus ehemalige ev. Kirche 2013 in die katholische Kirche disloziert, 2 Manuale, Pedal, ca. 8 Register[4]
- 1990: Wickrathberger Kirche 17 Register, 2 Manuale und Pedal in einem Teschemacher-Gehäuse[5]
- 1996: St. Laurentius (Grefrath) 29 Register, 3 Manuale und Pedal[6]
- 2002: St. Gertrudis in Bockum, letztes Werk von Fischer, 35 Register, 3 Manuale und Pedal[7]